# آلیممازین
آلیممازین (انگلیسی: Alimemazine) که با نام تریمپرازین نیز شناخته میشود نوعی مشتق فنوتیازینی بوده و و برای درمان خارش در بیماری هایی مانند درماتیت استفاده شده و با دارا بودن خواص آرامبخشی، خواب‌آوری و ضدتهوع برای پیشگیری از بیماری حرکت استفاده میشود.